# Godofredo Haraldsson
Godofredo Haraldsson (También Gottfrid el Danés, 820 - 853/6) fue un caudillo vikingo de Dinamarca, hijo del rey danés Harald Klak. En el año 826 se bautizó con sus padres en Maguncia, en el Imperio Franco, con el príncipe heredero Lotario como padrino.
Tras su bautismo, Godfredo se mantuvo como retén bajo tutela de Lotario, hasta su caída hacia el año 840 cuando Godfredo regresó a Dinamarca. Allí se unió a su primo Rorik de Dorestad y en el 850 se organizaron par una incursión contra Lotario y asediaron Dorestad. Rorik tomó posesión de Frisia y Godofredo continuó su pillaje en Flandes y Artois, regresando de nuevo a Dinamarca para el invierno. En el 851 regresó para seguir con sus pillajes en Frisia y a lo largo del Rin, navegando por el río Escalda y atacando Gante y la Abadía de Drongen.
Tras otro invierno en Dinamarca, Godofredo regresa de nuevo en el 853 a Francia. El 9 de octubre de 853 navega subiendo el curso del Sena. La flota avanzó más allá de Ruan, hasta Pont-de-l'Arche, y se asentó acampando en Les Andelys. Carlos el Calvo convocó a su ejército y junto a las fuerzas de Lotario (padrino de Godofredo) para hacerle frente. Ambas facciones estuvieron enfrentadas todo el invierno, a falta de naves francas para atacar a los vikingos. Las tablas se solventaron en la primavera de 853 cuando Godofredo abandonó la zona, probablemente tributado con un danegeld.
En 855 Godofredo y su primo Rorik, intentaron ganar poder en Dinamarca tras la muerte de Horik I, fallando en el intento y decidieron regresar a Dorestad, tomando gran parte del área de la actual Holanda. Es el último registro que se tiene del vikingo, probablemente murió poco después.
Godofredo Haraldsson ha sido algunas veces confundido con otro vikingo, Godofredo de Frisia.